# Pisolithus aurantioscabrosus
Pisolithus aurantioscabrosus är en svampart som beskrevs av Watling 1995. Pisolithus aurantioscabrosus ingår i släktet Pisolithus och familjen rottryfflar.   Inga underarter finns listade i Catalogue of Life.